# San Nicolas (Pangasinan)
San Nicolas ist eine Stadtgemeinde in der philippinischen Provinz Pangasinan. Sie grenzt im Norden und Osten an die Provinzen Benguet und Nueva Vizcaya. In dem 208 km² großen Gebiet wohnten im Jahre 2015 35.574 Menschen, wodurch sich eine Bevölkerungsdichte von 171 Einwohnern pro km² ergibt. Wie in der Nachbargemeinde San Manuel leben hier die meisten Bewohner im flachen Süden des Gebietes. Im Norden und Osten steigt das Gelände aufgrund der philippinischen Kordilleren stark an. Zu San Nicolas gehört auch ein Teil der San-Roque-Talsperre. Die Stadtgemeinde wurde 1800 von Nicolas Patricio y Mejia 
gegründet und nach ihm benannt.

## Verwaltungsgliederung
San Nicolas ist in folgende 33 Baranggays aufgeteilt:
| - Bensican - Cabitnongan - Caboloan - Cacabugaoan - Calanutian - Calaocan - Camanggaan - Camindoroan - Casaratan - Dalumpinas - Fianza | - Lungao - Malico - Malilion - Nagkaysa - Nining - Poblacion East - Poblacion West - Salingcob - Salpad - San Felipe East - San Felipe West | - San Isidro - San Jose - San Rafael Centro - San Rafael East - San Rafael West - San Roque - Santa Maria East - Santa Maria West - Santo Tomas - Siblot - Sobol |

Anmerkung: Población (spanisch für Population) bezeichnet auf den Philippinen mehrere im Zentrum einer Stadtgemeinde liegende Barangays.